# Пилатюк Анастасія Ігорівна
Анастасія Ігорівна Пилатюк (нар. 1983, Івано-Франківськ) — українська скрипалька, лауреатка міжнародних конкурсів, Заслужена артистка України.

## Життєпис
Народилася в 1983 році в м. Івано-Франківську. Батько — Ігор Пилатюк (нар. 1954, Бучач) — скрипаль, ректор Національної музичної академії (НМА) ім. М. В. Лисенка, Народний артист України. Мати — піаністка. Брат — Назарій (нар. 1987, Івано-Франківськ), скрипаль, педагог, Заслужений артист України.
Згідно з її сторінкою у Фейсбуці, навчалася в Київській спеціалізованій музичній школі ім. М. Лисенка. Також — у Королівській музичній академії (швед. Kungliga Musikaliska Akademien) у Стокгольмі. У 16 років почала навчатись у музичній академіі Ієгуді Менухіна в Швейцарії (Гштаад) — у класі педагога, єдиного студента Ієгуді Менухіна — Альберта (Івана) Лисого, аргентинського скрипаля та диригента українського походження. Також її вчителями були Лео Берлін та Захар Брон.
Працювала викладачкою на кафедрі скрипки Львівської НМА. Захистила дисертацію в Харківському національному університеті мистецтв ім. Котляревського, над якою працювала майже чотири роки.
Одна з її найулюбленіших — скрипка заслуженого майстра України Степана Мельника.
Є «першою скрипкою» Палацу мистецтв імені королеви Софії у Валенсії.
Вільно спілкується іспанською, німецькою, англійською та російською мовами.